# آرتاک آلکسانیان (روزنامه‌نگار)
آرتاک آوتیکی آلکسانیان (ارمنی: Արտակ Ավետիքի Ալեքսանյան؛ زادهٔ ۲۵ ژانویهٔ ۱۹۷۸) روزنامه‌نگار و مجری تلویزیونی اهل ارمنستان است. بین سال‌های ۲۰۱۲ تا ۲۰۱۵ میلادی مدیر اجرایی شبکه خبری آرم‌نیوز بود.

## زندگی‌نامه
وی در ۲۵ ژانویهٔ ۱۹۷۸ در ایروان به دنیا آمد و از دانشگاه دولتی علوم پرورشی خاچاطور آبوویان ارمنستان (۱۹۹۸) و دانشگاه آمریکایی ارمنستان (۲۰۰۵) فارغ‌التحصیل گشت. فعالیت روزنامه‌نگاری خود را در تلویزیون عمومی ارمنستان (ارمنستان ۱) به عنوان خبرنگار سرویس مطبوعاتی شروع کرد. وی برنده جوایزی همچون مدال موسس خورناتسی است.